# قضاء الطارمية
قضاء الطارمية قضاء في أقصى شمال محافظة بغداد، مساحته477 كيلومتراً مربعاً، وهو في منطقة مهمة كونها تربط بين أربع محافظات عراقية، هن بغداد وصلاح الدين وديالى والأنبار ويتألّف هذا القضاء من ثلاث نواحي هي مركز القضاء وناحية المشاهدة وناحية العبايجي وتبلغ مساحة القضاء حوالي 192411 دونم،[بحاجة لمصدر] يسكنها ما يقرب 91 ألف نسمة،[بحاجة لمصدر] والطارمية أحد الأقضية الستة التي تُسمى حزام بغداد، تحيط بعاصمة العراق. حتى سنة 1953 كان الطارمية ناحية في لواء بغداد، عدد سكان الناحية 15102، ومساحتها حينئذٍ 609 كيلومترات مربعة.